# Love over Gold
A Lover Over Gold a Dire Straits 1982-es stúdióalbuma. Kísérletező album, helyenként progresszív rock megoldásokkal.
Eredetileg dupla albumnak szánták, ám a kiadó nem vállalta a kockázatot, így számos dal lemaradt róla. A Private Dancer című szerzeményt végül átadták Tina Turnernek a visszatérő produkciójához, A Badges, Posters, Stickers and T-shirts a Private investigations maxin jelent meg, a Rüdiger pedig csak 1996-ban, Knopfler első szólóalbumán.
A Billboard albumlistáján a 19., az angol albumlistán az első helyen végzett.

## Az album dalai
1. Telegraph Road – 14:15
2. Private Investigations – 6:45
3. Industrial Disease – 5:49
4. Love over Gold – 6:16
5. It Never Rains – 7:54

## Kislemez
1982 Private Investigations #2 UK